# Albert Lavignac
Alexandre Jean Albert Lavignac (París, 21 de gener de 1846 - París, 28 de maig de 1916) fou un musicògraf i pedagog francès, conegut pels seus escrits teòrics.

## Biografia
Lavignac va estudiar amb Antoine François Marmontel, François Benoist i Ambroise Thomas al Conservatoire de Paris, on va ser llavors anomenat repetidor el 1871, professor de solfeig el 1875 i professor d'harmonia de 1891 a 1915.
El març de 1864, als divuit anys, va tocar la part d'harmònium de la Petite messe solennelle de Gioachino Rossini en el moment de la seva primera execució.
La seva obra principal La Música i els Músics (1895), una ullada molt completa de la gramàtica musical, de les seves regles elementals i del material musical, va ser estudiada molt de temps després de la seva mort. Hi associa sobretot instruments amb colors, de les formacions instrumentals amb diferents tipus de quadres i, segons la seva interpretació, les característiques de cada tonalitat.

## Principals escrits
Enciclopèdia de la Música

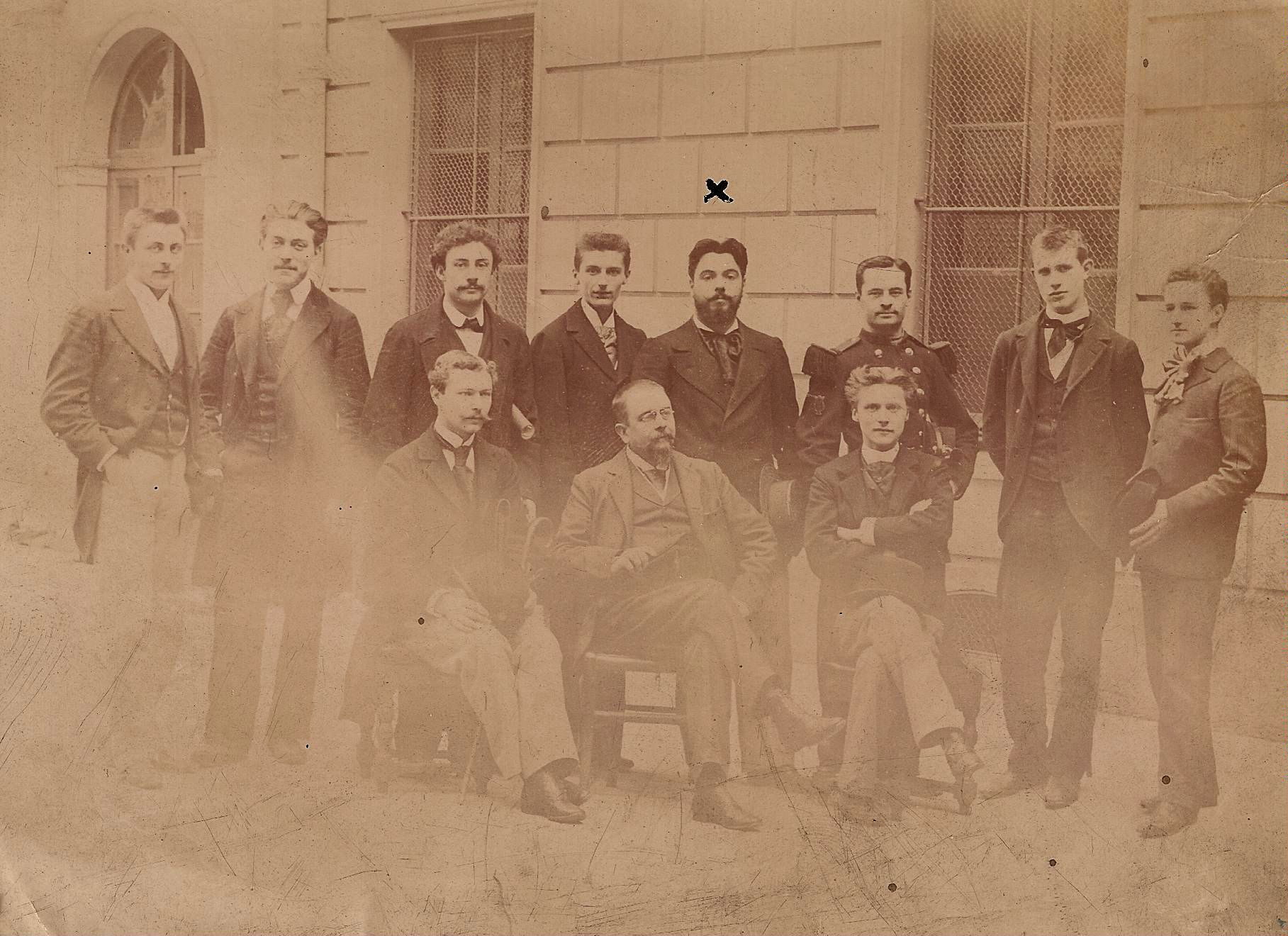
Lavignac

Escrita en col·laboració amb Lionel de La Laurencie, l'obra Encyclopédie de la Musique et Dictionnaire du Conservatoire, editada per la Llibreria Delagrave (en onze volums in-4°;, 19,5 x 29,5, el text de la qual està disponible sobre Gallica : 1.1. 1.2. 1.3. 1.4. 1.5. 2.1. 2.3. 2.4. 2.5. 2.6), composta com segueix:
1. Première partie : Histoire de la Musique, en 5 volums, 3.395 pàgines, 1913-1922.
  1. Antiquité - Moyen Âge.
  2. Italie - Allemagne.
  3. France - Belgique - Angleterre.
  4. Espagne - Portugal.
  5. Russie - Pologne - Finlande - Scandinavie - Suisse - Autriche - Hongrie - Bohème - Tziganes - Roumanie - Arabes - Turquie - Perse - Thibet - Birmanie - Indochine - Indes néerlandaises - Éthiopie - Afrique méridionale - Madagascar - Canaries - États-Unis - Indiens - Mexique - Pérou - Équateur - Bolivie.
2. Deuxième partie : Technique - Esthétique - Pédagogie, en 6 volums, 3.920 pàgines, 1925-1931.
  1. Tendances de la musique, technique générale.
  2. Physiologie vocale et auditive, technique vocale et instrumentale.
  3. Technique instrumentale - Instruments à vent, instruments à percussion, instruments à cordes, instruments automatiques.
  4. Orchestration, musique liturgique des différents cultes.
  5. Esthétique.
  6. Pédagogie, écoles, concerts, théâtres.

Altres obres
- Cours complet théorique et pratique de dictée musicale (1882)
- École de la pédale (1889)
- La Musique et les Musiciens (1895) Text en línia. Nlle éd. refondue (1956)
- Le Voyage artistique à Bayreuth (1897), una anàlisi de les òperes de Richard Wagner
- L'Education Musicale (Copyright 1902 in the U.S.A. by D. Appleton and Cie).

## Llista d'alumnes
- Max d'Ollone,[1]
- Amédée Gastoué,[2]
- Claude Debussy,
- Vincent d'Indy,
- Philipp Jarnach,
- Gabriel Pierné,
- Gabriel Grovlez,
- Amédée Gastoué,
- Raoul Laparra,[3]
- Florent Schmitt,
- Louis Hasselmans,
- Charles-Gaston Levadé,
- Lazare Lévy.